# Hootie & the Blowfish
Hootie & the Blowfish è un gruppo musicale statunitense formatosi nel 1986 e originario della Carolina del Sud.

## Storia del gruppo
Il gruppo si forma presso l'Università della Carolina del Sud e inizia a suonare delle cover. I componenti originari sono tre: Mark Bryan, Dean Felber e Darius Rucker. Nei primi anni '90 il gruppo incide due demo seguite dall'EP Kootchypop (1993).
Il debutto commerciale avviene con Cracked Rear View (1994, Atlantic Records), disco prodotto da Don Gehman che rappresenta un successo immediato venendo certificato 16 volte disco di platino negli Stati Uniti con oltre 10 milioni di copie vendute. L'album contiene quattro "hit" da classifica: Hold My Hand, Let Her Cry, Only Wanna Be with You e Time.
Nel 1995 partecipano a Encomium, album tributo ai Led Zeppelin, interpretando Hey Hey What Can I Do.
Nel 1996 il gruppo si aggiudica due Grammy Awards 1996 nelle categorie miglior artista esordiente e miglior interpretazione pop vocale di un gruppo/duo (Let Her Cry).
Il secondo disco Fairweather Johnson esce nell'aprile 1996 e si piazza anch'esso al primo posto in classifica, senza però ripetere l'incredibile exploit di vendite.
Nello stesso anno la band inizia a lavorare in una propria etichetta discografica, la Breaking Records, che diventa sussidiaria della Atlantic.
Nel settembre 1998 viene pubblicato Musical Chairs, seguito da una raccolta di B-side e rarità chiamata Scattered, Smothered and Covered (2000). Nel 2001 il gruppo prende parte alla colonna sonora del film Io, me & Irene. 
Il "self-titled" Hootie & the Blowfish viene pubblicato nel marzo 2003.
Nell'agosto 2005 esce invece il quinto album in studio, ossia Looking for Lucky.
Nel 2008 Rucker annuncia che il gruppo è in pausa a causa della volontà da parte sua di intraprendere una carriera solista come cantante country. Rucker registra infatti Learn to Live (Capitol Records), disco pubblicato nel settembre 2008 e prodotto da Frank Rogers.

## Formazione
- Darius Rucker - voce, chitarra
- Mark Bryan - chitarra, cori, piano
- Dean Felber - basso, cori, piano
- Jim Sonefeld - batteria, percussioni (dal 1989)

## Discografia
Album in studio
- 1994 - Cracked Rear View
- 1996 - Fairweather Johnson
- 1998 - Musical Chairs
- 2003 - Hootie & the Blowfish
- 2005 - Looking for Lucky
- 2019 - Imperfect Circle

Raccolte
- 2000 - Scattered, Smothered and Covered
- 2004 - The Best of Hootie & the Blowfish: 1993-2003

Live
- 2006 - Live in Charleston